# Rujnik
Rujnik (em cirílico: Рујник) é uma vila da Sérvia localizada no município de Crveni krst, pertencente ao distrito de Nišava, na região de Ponišavlje. A sua população era de 489 habitantes segundo o censo de 2011.

## Demografia
| 1948 | 1953 | 1961 | 1971 | 1981 | 1991 | 2002 | 2011 |
| ---- | ---- | ---- | ---- | ---- | ---- | ---- | ---- |
| 723  | 790  | 829  | 741  | 647  | 585  | 569  | 489  |